# Relaciones Mozambique-Rusia
Las relaciones Mozambique-Rusia (portugués: Relações Moçambique-Rússia) (ruso: Российско-мозамбикские отношения) se remontan a la década de 1960, cuando Rusia comenzó a apoyar la lucha de la Mozambique marxista orientada por el partido FRELIMO contra el colonialismo portugués. La mayoría de los líderes de FRELIMO fueron entrenados en Moscú. Las relaciones diplomáticas se establecieron formalmente el 25 de junio de 1975, poco después de que Mozambique se independizara de Portugal. En junio de 2007, Rusia y Mozambique firmaron un acuerdo de cooperación económica. Rusia tiene una embajada en Maputo, mientras que Mozambique tiene una embajada en Moscú.